# Roogoo Attack
Roogoo Attack è un videogioco rompicapo a piattaforme per Nintendo DS, pubblicato dalla SouthPeak Games e uscito il 16 giugno 2009. Il gioco è basato su Roogoo, un videogioco rompicapo disponibile su Xbox 360, attraverso il servizio Xbox Live, che in seguito venne pubblicato anche su Windows. La pubblicazione del gioco coincide con quella di Roogoo Twisted Towers per Wii. I due giochi offrono dei livelli sbloccabili quando connessi tra di loro tramite connessione wireless.

## Sviluppo
Roogoo Attack venne annunciato il 2 febbraio 2009, con una demo disponibile il 6-8 febbraio 2009 al Comic Con di New York. La modalità gara multigiocatore a schermo condiviso della versione per DS venne rivelata ad aprile 2009. In questa modalità, fino a quattro giocatori competono per finire un livello nel minor tempo possibile. Informazioni sulle tre diverse ambientazioni presenti nel gioco vennero rivelate l'11 giugno 2009.